# Marco Pfiffner
Marco Pfiffner (Walenstadt, 25 marzo 1994) è uno sciatore alpino liechtensteinese.

## Biografia
Attivo in gare FIS dal dicembre del 2009, Pfiffner ha esordito ai Campionati mondiali a Garmisch-Partenkirchen 2011, dove si è classificato 72º nello slalom gigante e 53º nello slalom speciale. Nel 2013 ha debuttato in Coppa Europa, il 3 gennaio a Chamonix in slalom speciale senza qualificarsi per la seconda manche, e ha preso parte ai Mondiali di Schladming, dove si è piazzato 71º nello slalom gigante e 34º nello slalom speciale; l'anno dopo ha esordito ai Giochi olimpici invernali: a Soči 2014 è stato 42º nello slalom gigante e 24º nello slalom speciale.
Ha debuttato in Coppa del Mondo il 24 gennaio 2016 a Kitzbühel in slalom speciale, senza completare la prova; l'anno dopo ai Mondiali di Sankt Moritz 2017 è stato 42º nella discesa libera, 36º nel supergigante, 26º nello slalom speciale e 34º nella combinata. Il 12 gennaio 2018 ha colto a Saalbach-Hinterglemm in combinata la sua prima vittoria, nonché primo podio, in Coppa Europa; ai XXIII Giochi olimpici invernali di Pyeongchang 2018, dopo esser stato portabandiera del Liechtenstein durante la cerimonia di apertura, è stato 43º nella discesa libera, 36º nel supergigante e 25º nello slalom speciale. Ai Mondiali di Cortina d'Ampezzo 2021 si è classificato 27º nella discesa libera, 30º nel supergigante e non ha completato la combinata; l'anno dopo ai XXIV Giochi olimpici invernali di Pechino 2022 si è piazzato 28º nella discesa libera, 28º nel supergigante e 11º nella combinata. Ai Mondiali di Courchevel/Méribel 2023 è stato 33º nella discesa libera, 35º nel supergigante e 14º nella combinata; a quelli di Saalbach-Hinterglemm 2025 si è classificato 26º nella discesa libera e 33º nel supergigante.

## Palmarès

### Coppa del Mondo
- Miglior piazzamento in classifica generale: 149º nel 2025

### Coppa Europa
- Miglior piazzamento in classifica generale: 9º nel 2022
- 6 podi:
  - 2 vittorie
  - 2 secondi posti
  - 2 terzi posti

#### Coppa Europa - vittorie
| Data            | Località             | Paese    | Specialità |
| --------------- | -------------------- | -------- | ---------- |
| 12 gennaio 2018 | Saalbach-Hinterglemm | Austria  | KB         |
| 17 marzo 2023   | Narvik               | Norvegia | DH         |

Legenda:

DH = discesa libera

KB = combinata

### Campionati liechtensteinesi
- 10 medaglie:
  - 7 ori (slalom speciale nel 2011; slalom speciale nel 2013; slalom speciale nel 2015; slalom speciale nel 2016; slalom speciale nel 2017; slalom speciale nel 2018; supergigante nel 2025)
  - 3 argenti (slalom gigante, slalom speciale nel 2012; slalom gigante nel 2013)

### Campionati svizzeri
- 1 medaglia[1]:
  - 1 bronzo (supergigante nel 2020)